# Teen Vogue
Teen Vogue var en amerikansk tidning för Vogues yngre publik. Teen Vogues chefredaktör var Amy Astley. Tidningen fokuserade på mode, kändisar och nöje.